# Луксембург на Европском првенству у атлетици на отвореном 1954.
Луксембург је учествовао на 5. Европском првенству у атлетици на отвореном 1954. одржаном у Берну од 25. до 29. августа. Ово је било 4. европско првенство у атлетици на отвореном на којем је Луксембург учествовао односно учествовао је на свим првенствима до данас. Репрезентацију Луксембурга представљала су двојица спортиста  који су се такмичили у две дисциплине.
На овом првенству представници Луксембурга нису освојили ниједну медаљу нити су оборили неки рекорд.

## Учесници
Мушкарци:
- Жерар Раскуин — 800 м
- Роџер Милер — 1.500 м

## Резултати

### Мушкарци
| Атлетичар     | Дисциплина | Лични рекорд | Квалификације | Квалификације | Полуфинале | Полуфинале | Финале               | Финале  | Детаљи   |
| Атлетичар     | Дисциплина | Лични рекорд | Резултат      | Место         | Резултат   | Место      | Резултат             | Место   | Детаљи   |
| ------------- | ---------- | ------------ | ------------- | ------------- | ---------- | ---------- | -------------------- | ------- | -------- |
| Жерар Раскуин | 800 м      | 1:50,4       | 1:51,6 КВ     | 3. у гр. 3    | 1:51,5 КВ  | 4. у гр. 2 | 1:51.4               | 6 / 31  | стр 378. |
| Роџер Милер   | 1.500 м    |              | 3:52,0        | 5. у гр. 2    |            |            | Није се квалификовао | 10 / 30 | стр 378. |